# Ectropis melancroca
Ectropis melancroca är en fjärilsart som beskrevs av Louis Beethoven Prout 1929. Ectropis melancroca ingår i släktet Ectropis och familjen mätare. Inga underarter finns listade i Catalogue of Life.